# بنو تجيب
بنو تُجيب بطن من بطون السَّكون من قبيلة كندة، تفرع منهم سلالات حكمت سرقسطة وأراغون والمرية بالأندلس ما بين 888 - 1039 م، واستمر نفوذهم بشكل متقطع إلى أن انتهى تماما عام 1091 م.

## نسبهم
هم بنو عَدي وسعد ابني أشرس بن شبيب بن السكون بن أشرس بن كندة، أمهما تُجيب بنت ثوبان بن سليم بن ذهل من مذحج، وإليها ينسبون.

## إسلامهم
أسلم بنو تُجيب ووفدوا على نبي الإسلام محمد بن عبد الله في السنة التاسعة للهجرة قبل وفود باقي كندة بقيادة الأشعث بن قيس في السنة العاشرة للهجرة. أتوا على محمد في ثلاثة عشر راكبا من عليتهم، وأكرمهم محمد بن عبد الله، ودعا لغلام كان من ضمن الوفد كما ذكر الواقدي: "قدموا سنة تسع، كانوا ثلاثة عشر رجلا، فأجازهم أكثر ما أجاز غيرهم، وأن غلاما منهم قال له رسول الله صلى الله عليه وسلم: «ما حاجتك؟». فقال: يا رسول الله أدع الله يغفر لي ويرحمني ويجعل غنائي في قلبي. فقال: «اللهم اغفر له وارحمه، واجعل غناه في قلبه». فكان بعد ذلك من أزهد الناس".
ساقوا عند قدومهم صدقات أموالهم التي فرض الله عليهم، فسُّر محمد بهم وأكرم مثواهم، وقالوا: "يا رسول الله إنا سقنا إليك حق الله في أموالنا"، فقال محمد: "ردوها فقسموها على فقرائكم"، قالوا: "يا رسول الله ما قدمنا عليك إلا بما فضل عن فقرائنا"، فقال أبو بكر: "يا رسول الله ما قدم علينا وفد من العرب مثل هذا الوفد"، فقال محمد: "إن الهدى بيد الله عز وجل، فمن أراد الله به خيرا شرح صدره للدين".
وقد جاء في بعض تفاسير القرآن وكتب الحديث أنهم هم الذين نزل فيهم قوله تعالى: ﴿فَسَوْفَ يَأْتِي اللَّهُ بِقَوْمٍ يُحِبُّهُمْ وَيُحِبُّونَهُ﴾ [المائدة:54]. عن جابر بن عبد الله قال: "سئل رسول الله صلى الله عليه وسلم عن قوله: ﴿فَسَوْفَ يَأْتِي اللَّهُ بِقَوْمٍ يُحِبُّهُمْ وَيُحِبُّونَهُ﴾ [المائدة:54] قال: هؤلاء قوم من أهل اليمن، ثم من كندة، ثم من السكون، ثم من تجيب".

## مشاركاتهم في عصور الخلافة الإسلامية
شارك بنو تجيب في فتح مصر، وولّى عمرو بن العاص مهمة تخطيط الفسطاط إلى معاوية بن حديج التجيبي. وتولى القضاء إبان خلافة معاوية بن أبي سفيان سُليم بن عتر التُجيبي الذي بقي قاضيا طوال خلافة معاوية. وكان سُليم أول قاض نظر في الجراح وحكم فيها، وكان أول قاض بمصر سجل سجلًا بقضائه. وعبد الرحمن بن معاوية التُجيبي ولي القضاء من قبل والي مصر عبد العزيز بن مروان وكان أول قاض نظر في أموال اليتامى، وضمَّن عريف كل قوم أموال يتامى تلك القبيلة. وأشهر من تولى الشُرط هو عبد الله بن عبد الرحمن التجيبي الذي أجمع الجند على توليته الشُرط عام 131 هـ إلى أن يأتي رأي الخليفة مروان بن محمد، ثم ولي الشرط في ولاية حميد بن قرطبة مصر عام 143 هـ بعد أن استشار الجند، واستمر على الشُرط في ولاية يزيد بن حاتم عام 144 هـ، وفي سنة 152 هـ ولَّى أبو جعفر المنصور، عبد الله بن عبد الرحمن بن معاوية التُجيبي ولاية مصر وتوفي وهو واليها سنة 155 هـ، ثم وليها أخوه محمد بن عبد الرحمن باستخلاف أخيه له، فأقره أبو جعفر على صلاتها، وجعل على شُرطه العباس بن عبد الرحمن التُجيبي، وتوفي محمد بن عبد الرحمن في شوال 155 هـ فكانت ولايته ثمانية أشهر ونصف.

### توليهم الحكم بالأندلس

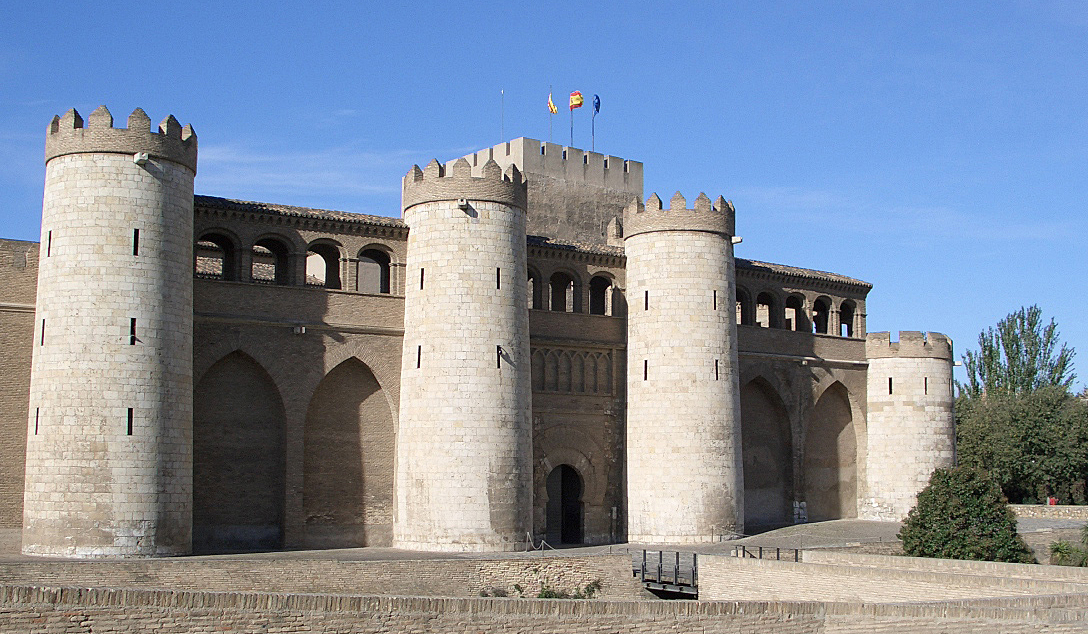
قصر الجعفرية في سرقسطة حيث استقر بنو تجيب

كان لبني تجيب دورهم في فتوح مصر وإدارتها، لكن كان لهم دور أوضح في الأندلس، فقد شاركوا في فتح الأندلس واستقروا في أراغون عند الفتح وبرز عدة رجال منهم في عهد الإمارة والخلافة الأموية وملوك الطوائف، وتفرعت هذه الأسرة إلى فرعين هما: بنو هاشم ومقرهم سرقسطة، وبنو صُمادح ومقرهم المرية. وأقيم عبد الرحمن التجيبي رسمياً شيخاً عليها. ويجتمع بنو صمادح مع بني هاشم في عبد الرحمن بن عبد الله جدهم الداخل إلى الأندلس، فطردهم أحفاد عبد الرحمن التجيبي من أراغون.

#### بنو هاشم
- محمد بن عبد الرحمن التجيبي: المكنى بأبي يحيى والمعروف ب«الأنقر». استطاع الاستيلاء على سرقسطة والقضاء على سلطة بني قسي. توفي سنة 312 هـ/ 924 م.
- هاشم بن محمد: خلف والده وأطلق على عائلته بنو هاشم، وتوفي عام 318 هـ/ 930 م، وخصهم الخليفة الأموي عبد الرحمن الناصر بمعاملة حسنة.
- محمد بن هاشم: انتقض على الخليفة الأموي سنة 323 هـ/ 934 م ولحق براميرو الثاني ملك ليون ثم تظاهر بالخضوع للخليفة وألَّب عليه شمال الأندلس كله بما في ذلك مملكة نافار، فاضطر عبد الرحمن الناصر إلى الخروج لقمع هذه الثورة، فاستولى على قلعة أيوب، ثم حاصر سرقسطة فاستسلم محمد بن هاشم، فصفح عنه وحفظ له منصبه لما كان يتمتع به من مقدرة إدارية، ولما كان لبني تُجيب في الشمال من العصبة والأنصار.
- عبد الرحمن بن مطرَّف بن محمد بن هاشم: في أيام المنصور بن أبي عامر، دبَّر عبد الرحمن بن مطرَّف مكيدة للمنصور الذي كشف أمرها وأطاح رأس عبد الرحمن، بيد أنه ندب لحكم سرقسطة يحيى بن عبد الرحمن التُجيبي استبقاء لولاء الأسرة جرياً على سياسة أسلافه وذلك سنة 379 هـ/ 989 م.
- يحيى بن عبد الرحمن التُجيبي: استمر يحيى التُجيبي في حكم سرقسطة وأعمالها بعد عبد الرحمن بن مطرف حتى وفاته سنة 408 هـ/ 1017 م.
- المنذر بن يحيى التُجيبي الأول : يمكن اعتبار المنذر بن يحيى التُجيبي أول أمير للثغر في عهد الطوائف، فحكم سرقسطة وأعمالها حتى وفاته سنة 414 هـ/ 1023 م.
- يحيى بن المنذر : خلف أباه المنذر ولقب بالمظفر توفي سنة 420 هـ/ 1029 م.
- الحاجب معز الدولة (المنذر بن يحيى الثاني): قُتل سنة 430 هـ من قبل أحد بني عمومته وقواده، ويدعى عبد الله بن حكيم لأنه رفض الاعتراف بذلك الدعي الذي نصبه القاضي ابن عبَّاد في إشبيلية وزعم أنه الخليفة المؤيد، وكان لمقتل المنذر بن يحيى أن اشتد الاضطراب في سرقسطة، وكادت تعصف بها الفتنة، لولا إسراع سليمان بن هود وصحبه إلى سرقسطة واستيلاؤهم عليها في غرة محرم 431 هـ/ أيلول 1039 م.وبذلك انتهت رياسة التجيبيين للثغر الأعلى بعد أن امتدت زهاء قرن ونصف.

#### بنو صمادح
- معن بن محمد بن أحمد بن صمادح التجيبي: في سنة 433 هـ/ 1041 م نجح في الاستحواذ على إمارة المرية الصغيرة التي كان قد أسسها عام 416 هـ/ 1025 م اثنان من الصقالبة هما خيران وزهير، توفي معن عام 443 هـ/ 1051 م.
- أبو يحيى بن معن بن صمادح: سمَّى نفسه معز الدولة، فلما تلقَّبت ملوك الأندلس بالألقاب السلطانية تلقَّب هو أيضاً باسمين من ألقابها، فسمّى نفسه المعتصم بالله الواثق بفضل الله، وقد جرى أبو يحيى مع رجاله على أحسن سيرة في جنده ورعيته، فحسنت أيامه واستقرَّت دولته، وكان من أهل الأدب والمعارف فاضلاً عاقلاً، وكان لأهل الشعر عنده سوق نافقة، فقصده جمع منهم وأقام ملكا بمدينة المرية دام إحدى وأربعين سنة.
- أحمد بن ابن أبي يحيى: سرعان ما اعتزل العرش لقدوم المرابطين، وكان والده قد أوصاه إذا بلغه أن ابن عباد جرى عليه شيء من قبل المرابطين أن يركب البحر إلى قلعة بني حماد، فلما بلغه خلع المعتمد بن عباد، كاتب المنصور بن الناصر الحمَّادي صاحب قلعة بني حماد من عمل بجَّاية واستأذنه في الوصول إلى بلاده، فأذن له حيث بقي في مدينة تنس حتى وفاته.

## من أعلامهم
- معاوية بن حديج
- قيسبة بن كلثوم
- ابن باجه
- سليم بن عتر التجيبي
- القاسم بن يوسف التجيبي
- المنذر بن يحيى التجيبي
- أكيدر بن عبد الملك
- صفوان بن ادريس التجيبي
- أبو إسحاق الإلبيري

### استشهادات
1. ↑  "معلومات عن بنو تجيب على موقع enciclopedia-aragonesa.com". enciclopedia-aragonesa.com. مؤرشف من الأصل في 2016-09-06.
2. ↑  الكلبي، هشام بن محمد (1988). نسب معد واليمن الكبير. الرياض، السعودية: عالم الكتب. ص. 181. مؤرشف من الأصل في 2022-11-18.
3. ↑  باحنان، محمد بن علي زاكن (2008). جواهر تاريخ الأحقاف. جدة، السعودية: دار المنهاج. ص. 57.
4. ↑  الرازي، عبد الرحمن بن محمد (1997). تفسير القرآن العظيم. الرياض، السعودية: مكتبة نزار الباز. ج. الأول. ص. 1160.
5. ↑  الطبراني، سليمان بن أحمد (1995). المعجم الأوسط. القاهرة، مصر: دار الحرمين. ج. الثاني. ص. 103.